# Thats What They All Say
Thats What They All Say는 미국의 래퍼 잭 할로의 데뷔 정규 음반으로, 제너레이션 나우와 애틀랜틱 레코드를 통해 2020년 12월 11일에 발매되었다. 미국 빌보드 200 5위를 기록했다.

## 배경
할로는 아이하트라디오와의 인터뷰에서 음반 제목의 의미를 설명했다.
(비평가들과 칭찬에 대해) 둔감해지기까지 시간이 많이 걸렸어요. 그리고 이 과정을 통해 모든 부담을 날려버릴 수 있었고, 평가는 저를 전처럼 괴롭히지는 않아요. 저는 제가 누구인지 알아요. 그래서 Thats What They All Say는 이에 대한 응답이에요. 저는 (평가들을) 예전에 다 들어봤어요. 당신이 저에게 말할 수 있는 것은 아무것도 없어요.

## 음악 및 가사
Thats What They All Say는 "느긋한 앤섬의 모음집"이다. 할로는 음반에서 고향 루이빌에 존경을 표하면서 자신의 시선이 시작점보다 훨씬 더 멀리 있는 목표에 있음을 선언한다. "Rendezvous"와 "Face of My City"는 남부 트랩 프로덕션의 영향을 받았고, "Luv Is Dro"는 R&B이다.

## 평가
| 전문가 평가 | 전문가 평가 |
| 평가 점수   | 평가 점수   |
| 출처        | 점수        |
| ----------- | ----------- |
| 올뮤직      | 3.5/별      |
| 롤링 스톤   | 3.5/별      |
| 가디언      | 3/별        |

<올뮤직>의 데이빗 크론은 할로가 자기성찰적인 자가격리의 슬픔("Baxter Avenue")에서 "디디가 보증했다"는 자랑("Face of My City")으로 주제의 방향을 틀면서 특유의 카리스마로 음반의 서사를 지휘한다고 평했다. <롤링 스톤>의 대니 슈바르츠는 할로가 처음으로 루이빌 랩의 전국적인 인기를 가져왔다고 주장했다. 한편 그의 음악이 드레이크의 것과 유사하다고 지적했다.
<가디언>의 케이트 허친슨은 할로의 가장 흥미로운 노래들이 그의 유명세("Keep It Light")와 백인 특권("Baxter Avenue")에 대해 불편함을 토로하는, 보다 자기성찰적인 노래들이라고 평했다. 또한 이 노래들은 "청자들이 전에 이미 들었던 모든 것보다 그로부터 오는 것이 더 많을 수도 있다는 것을 암시한다"고 주장했다.

## 곡 목록
전체 작사·작곡: 잭 할로
| #            | 제목                                                                | 작사·작곡                                                                                | 프로듀서                                          | 재생 시간 |
| ------------ | ------------------------------------------------------------------- | ---------------------------------------------------------------------------------------- | ------------------------------------------------- | --------- |
| 1.           | 〈Rendezvous〉                                                      | 천시 홀리스, 조지 패터슨                                                                 | 힛보이                                            | 1:53      |
| 2.           | 〈Face of My City〉 (featuring 릴 베이비)                           | 도미니크 존스, 소니 우아에주오케, 팀 곰링거, 케빈 곰링거                                 | 소니 디지털, 큐비츠                               | 2:03      |
| 3.           | 〈21C / Delta〉                                                     | 줄리우스-알렉산더 브라운, 파이몬 자한빈, 니마 자한빈, 브라이언 예페스                    | 지니어스, 월리스 레인, 브라이언                   | 3:34      |
| 4.           | 〈Funny Seeing You Here〉                                           | 다쿠리 낫시                                                                              | DJ 다히                                           | 2:34      |
| 5.           | 〈Way Out〉 (featuring 빅 숀)                                       | 숀 앤더슨, 타즈 모건, 재스퍼 해리스, 에버렛 로마노                                       | 젯슨메이드, 해리스, 헤비 멜로                     | 2:48      |
| 6.           | 〈Already Best Friends〉 (featuring 크리스 브라운)                  | 크리스 브라운, 모건, 유수프 알리 II, 크리스토퍼 비빈스, 조세프 호지스 Jr.                | 젯슨메이드, 예 알리, 부다플라이 울프, 호지스 Jr.  | 3:17      |
| 7.           | 〈Keep It Light〉                                                   | 로리 퀴글리, 니콜라스 스미스                                                             | 해리 프로드                                       | 3:23      |
| 8.           | 〈Creme〉                                                           | 브라운, 폴 블랑코, 네이선 워드 II                                                        | 지니어스, 블랑코                                  | 2:36      |
| 9.           | 〈Same Guy〉 (featuring 애덤 리바인)                                | 애덤 리바인, 브라든 와트,모건, 워드 II                                                   | 와트                                              | 2:44      |
| 10.          | 〈Route 66〉 (featuring EST 지)                                     | 조지 스톤 III, 모건, 마이클 에르난데스, 돈드레 무어, 칼릴 그리핀                         | 젯슨메이드, 포린 테크, 니코 베이비, 퍼스트 클래스 | 2:33      |
| 11.          | 〈Tyler Herro〉                                                     | 매튜 사무엘스, 스캇 스토치, 션 시턴, 제이한 스윗                                         | 보이-원다, 스토치, 니뇨, 스윗                     | 2:36      |
| 12.          | 〈Luv Is Dro〉 (featuring 스태틱 메이저, 브라이슨 틸러)             | 스테븐 가렛, 브라이슨 틸러, 케빈 프라이스, 알론조 리 Jr., 샤마르 도허티, 워드 II         | 고 그리즐리, 더 트랙 스타즈, 니모 아치다          | 2:57      |
| 13.          | 〈Whats Poppin〉                                                    | 모건, 대릴 클레먼스, 칼로스 굿윈, 존 루카스, 워드 II                                     | 젯슨메이드, 푸 비츠, 로스더프로듀서               | 2:19      |
| 14.          | 〈Baxter Avenue〉                                                   | 오스틴 오웬스, 제임스 포예 III                                                           | 에이요 더 프로듀서, 키즈                          | 3:27      |
| 15.          | 〈Whats Poppin (Remix)〉 (featuring 다베이비, 토리 레인즈, 릴 웨인) | 조나단 커크, 데이스타 피터슨, 드웨인 카터 Jr., 모건, 클레먼스, 굿윈 Jr., 루카스, 워드 II | 젯슨메이드, 푸 비츠, 로스더프로듀서               | 3:47      |
| 총 재생 시간 | 총 재생 시간                                                        | 총 재생 시간                                                                             | 총 재생 시간                                      | 42:31     |

## 차트
| 차트 (2020–2022)                     | 최고 순위 |
| ------------------------------------ | --------- |
| 오스트레일리아 앨범 (ARIA)           | 36        |
| 벨기에 앨범 (울트라탑 플랑드르)      | 136       |
| 캐나다 음반 차트 (빌보드)            | 7         |
| 네덜란드 앨범 (메하하르츠)           | 38        |
| 핀란드 앨범 (수오멘 비랄리넨 리스타) | 3         |
| 아일랜드 앨범 (OCC)                  | 48        |
| 뉴질랜드 앨범 (레코디드 뮤직 NZ)     | 18        |
| 노르웨이 앨범 (VG-리스타)            | 38        |
| 영국 음반 (OCC)                      | 73        |
| 미국 빌보드 200                      | 5         |
| 미국 탑 R&B/힙합 음반 (빌보드)       | 2         |

| 차트 (2021)                    | 순위 |
| ------------------------------ | ---- |
| 오스트레일리아 음반 (ARIA)     | 93   |
| 캐나다 음반 (빌보드)           | 37   |
| 뉴질랜드 음반 (RMNZ)           | 35   |
| 미국 빌보드 200                | 51   |
| 미국 탑 R&B/힙합 음반 (빌보드) | 24   |

## 인증
| 국가                               | 인증     | 판매량/출하량 |
| ---------------------------------- | -------- | ------------- |
| 캐나다 (뮤직 캐나다)               | 플래티넘 | 80,000        |
| 뉴질랜드 (RMNZ)                    | 골드     | 7,500         |
| 영국 (BPI)                         | 실버     | 60,000        |
| 미국 (RIAA)                        | 플래티넘 | 1,000,000     |
| 판매량+스트리밍을 기반으로 한 인증 |          |               |